# Xylotrechus antennarius
Xylotrechus antennarius är en skalbaggsart som beskrevs av Heller 1926. Xylotrechus antennarius ingår i släktet Xylotrechus och familjen långhorningar.
Artens utbredningsområde är Filippinerna. Inga underarter finns listade i Catalogue of Life.